# Moldavië op de Olympische Zomerspelen 2016
Moldavië nam deel aan de Olympische Zomerspelen 2016 in Rio de Janeiro, Brazilië. Eenentwintig atleten behoorden tot de selectie, zij waren actief in acht verschillende sportdisciplines. Moldavië maakte haar olympisch debuut in het taekwondo en tennis, en keerde voor het eerst in twintig jaar tijd weer terug bij het kanovaren. Worstelaar Nicolae Ceban droeg de Moldavische vlag tijdens de openingsceremonie. Bij de sluitingsceremonie droeg kogelslingeraar Zalina Marghieva, die in de finale op de vijfde plaats eindigde, de nationale vlag.
Kanoër Serghei Tarnovschi won bij de C-1 1000 meter sprint een bronzen medaille, de eerste medaille sinds de Olympische Zomerspelen 2008. Op 19 augustus 2016 werd echter besloten hem de medaille te ontnemen voor het overtreden van de anti-dopingreglementen.

## Deelnemers en resultaten
(m) = mannen, (v) = vrouwen 

### Atletiek
| Olympiër            | Onderdeel              | Resultaat | Prestatie                                                    |
| ------------------- | ---------------------- | --------- | ------------------------------------------------------------ |
| Roman Prodius       | marathon (m)           | 105e      | 2:27.01                                                      |
| Vladimir Letnicov   | hink-stap-springen (m) | 38e       | kwalificatie groep B: 20ste met 15,29m                       |
| Ivan Emilianov      | kogelstoten (m)        | 32e       | kwalificatie groep B: 16de met 17,83m                        |
| Serghei Marghiev    | kogelslingeren (m)     | 10e       | kwalificatie groep B: 6de met 74,97m finale: 10de met 74,14m |
|                     |                        |           |                                                              |
| Lilia Fisicovici    | marathon (v)           | 27e       | 2:34.05                                                      |
| Dimitriana Surdu    | kogelstoten (v)        | 35e       | kwalificatie groep A: 18de met 15,25m                        |
| Natalia Stratulat   | discuswerpen (v)       | 30e       | kwalificatie groep A: 14de met 53,27m                        |
| Zalina Marghieva VS | kogelslingeren (v)     | 5e        | kwalificatie groep A: 3de met 71,72m finale: 5de met 73,50m  |
| Marina Nichișenco   | kogelslingeren (v)     | 24e       | kwalificatie groep B: 11de met 65,19m                        |

### Boogschieten
| Olympiër        | Onderdeel       | Resultaat | Prestatie                                                                                           |
| --------------- | --------------- | --------- | --------------------------------------------------------------------------------------------------- |
| Alexandra Mirca | individueel (v) | 17e       | plaatsingsronde: 27ste met 636 punten 1ste ronde: W van MEX Román: 6–4 2de ronde: V van CHN Wu: 0–6 |

### Gewichtheffen
| Olympiër         | Onderdeel | Resultaat | Prestatie                                                    |
| ---------------- | --------- | --------- | ------------------------------------------------------------ |
| Serghei Cechir   | –69kg (m) | 6e        | trekken: 8ste met 144kg stoten: 8ste met 178kg totaal: 322kg |
| Alexandru Șpac   | –77kg (m) | 5e        | trekken: 7de met 155kg stoten: 4de met 192kg totaal: 347kg   |
|                  |           |           |                                                              |
| Natalia Prișcepa | –75kg (v) | 12e       | trekken: 12de met 97kg stoten: 12de met 116kg totaal: 213kg  |

### Judo
| Olympiër         | Onderdeel | Resultaat | Prestatie                                                                                     |
| ---------------- | --------- | --------- | --------------------------------------------------------------------------------------------- |
| Valeriu Duminică | –81kg (m) | 9e        | 1ste ronde: vrij 2de ronde: W van MNE Mrvaljević: yuko 3de ronde: V van ITA Marconcini: ippon |

### Kanovaren
| Olympiër           | Onderdeel      | Resultaat | Prestatie                                                                    |
| ------------------ | -------------- | --------- | ---------------------------------------------------------------------------- |
| Oleg Tarnovschi    | C-1 200 m (m)  | 12e       | serie 1: 2de in 40,852 halve finale 2: 3de in 40,715 finale B: 4de in 40,280 |
| Serghei Tarnovschi | C-1 1000 m (m) | DSQ       | serie 3: 1ste in 4.05,193 finale: 3de in 4.00,852                            |

### Taekwondo
| Olympiër   | Onderdeel | Resultaat | Prestatie                       |
| ---------- | --------- | --------- | ------------------------------- |
| Aaron Cook | –80kg (m) | 11        | 1ste ronde: V van TPE Liu: 2–14 |

### Tennis
| Olympiër   | Onderdeel     | Resultaat | Prestatie                                                                            |
| ---------- | ------------- | --------- | ------------------------------------------------------------------------------------ |
| Radu Albot | enkelspel (m) | 17e       | 1ste ronde: W van RUS Gabashvili: 4-6, 6-4, 6-4 2de ronde: V van CRO Čilić: 3-6, 4-6 |

### Worstelen
| Olympiër           | Onderdeel   | Resultaat   | Prestatie                                                           |
| Vrije stijl        | Vrije stijl | Vrije stijl | Vrije stijl                                                         |
| ------------------ | ----------- | ----------- | ------------------------------------------------------------------- |
| Evgheni Nedealco   | –74kg (m)   | 16e         | kwalificatie: V van KAZ Oesserbajev: 2–13                           |
| Nicolae Ceban VO   | –97kg (m)   | 12e         | kwalificatie: vrij 1ste ronde: V van ROU Saritov: 2–5               |
|                    |             |             |                                                                     |
| Mariana Cherdivara | –58kg (v)   | 11e         | kwalificatie: W van ECU Antes: 3–0 1ste ronde: V van IND Malik: 1-3 |

### Zwemmen
| Olympiër       | Onderdeel           | Resultaat | Prestatie               |
| -------------- | ------------------- | --------- | ----------------------- |
| Alexei Sancov  | 200m vrije slag (m) | 34e       | serie 1: 2de in 1.48,85 |
|                |                     |           |                         |
| Tatiana Chişca | 100m schoolslag (v) | 36e       | serie 2: 4de in 1.11,37 |